# Эверс-Суинделл, Кэролайн
Кэролайн Эверс-Суинделл (англ. Caroline Frances Evers-Swindell (-Meyer); 10 октября 1978, Хейстингс, Новая Зеландия) — новозеландская гребчиха (академическая гребля), многократная чемпионка и призёр чемпионата мира по академической гребле; двукратная олимпийская чемпионка в двойках парных 2004 и 2008 годов. Выступала в паре со своей сестрой — Джорджиной Эверс-Суинделл.

## Биография
Кэролайн Эверс-Суинделл родилась 10 октября 1978 года в Хейстингс, Новая Зеландия. Младшая из сестёр-близнецов (родилась на 4 минуты позже). Обучалась в школе Рудольфа Штайнера в Хейстингсе. Первой из сестёр Эверс-Суинделл была вызвана в состав сборной Новой Зеландии. После окончания школы вместе со своей сестрой покидают Хейстинг и переезжают в Крайстчерч, где начинают тренироваться под руководством олимпийского чемпиона по гребле 1972 года в Мюнхене — Гари Робертсона. Спустя два сезона сёстры прекращают тренировки с ним и переезжают в Гамильтон. Начинают обучение в Университете Уаикато и тренируются на озере Карапиро под руководством тренера — Дика Тонкса (серебряный чемпион по академической гребле на Летних Олимпийских игр 1972 года в Мюнхене).
На протяжении всей карьеры Кэролайн и Джорджину преследовали профессиональные травмы, среди которых повреждение туннельных каналов на запястьях, что повлекло за собой хирургическое вмешательство. Все эти факторы сыграли немало важную роль в принятии ими решения о завершении профессиональной карьеры. Об этом событии сёстры объявили в 2008 году. В декабре 2009 года Кэролайн вышла замуж на гребца — Карла Майера.

### Олимпийские выступления
Дебютными олимпийскими соревнованиями для Кэролайн стали Олимпийские игры 2004 года в Афинах. В финальном заплыве двоек, вместе с Джорджиной, с результатом 7:01.79 их пара завоевала золотую медаль, опередив соперников из Германии (7:02.78 — 2-е место) и Великобритании (7:07.58 — 3-е место).
Следующая золотая медаль в активе сестёр Эверс-Суинделл была добыта на Олимпийских играх 2008 года в Пекине. В финальном заплыве двоек Кэролайн и Джорджина с результатом 7:07.32 завоевали золотую медаль, опередив соперников из Германии (7:07.33 — 2-е место) и Великобритании (7:07.55 — 3-е место).